# Lycée Rodin
Pour les articles homonymes, voir Rodin (homonymie).
Le lycée Rodin est un établissement français d'enseignement secondaire et supérieur, situé au 19 rue Corvisart, dans le 13e arrondissement de Paris, non loin de la manufacture des Gobelins.

## Histoire
L'établissement est créé sur le site de tanneries qui utilisaient l'eau de la Bièvre.
Initialement, les sections lycée et collège n'étaient qu'une des annexes du lycée Montaigne, appelée « annexe des Cordelières », en raison du couvent de moniales de l'ordre des Clarisses qui se situait à cet endroit. En 1956, les cours se déroulaient encore dans des bâtiments préfabriqués et des installations provisoires. L'actuel lycée a été construit entre 1957 et 1963 par l'architecte Jean Demaret. Il fut bâti de manière à ressembler à un oiseau déployant ses ailes, ces ailes accueillant les espaces pédagogique et le corps la tour d'habitation. Le plan initial reprenait l'utopie d'Ebenezer Howard, le lycée (pôle culturel) étant ouvert sur le square Le Gall (pôle naturel). Mais la déclivité du terrain et un mur épais séparent désormais les deux espaces.  
Le lycée devient autonome du lycée Montaigne en 1960.
Pour le nom de l'établissement, Saint-Exupéry est d'abord proposé puis refusé car un autre lycée avait déjà fait la demande pour obtenir ce nom. La question est de nouveau posée et Rodin a finalement été préféré à ses concurrents, grâce au fait qu'il est né et a vécu dans le quartier,.

## Présentation
Le lycée Rodin est un lycée d'enseignement général et technologique (5 classes de 1re générale, une classe de 1re STMG). Sa politique d'établissement est fondée sur la culture générale et les enseignements artistiques : spécialité et option Histoire des Arts, option cinéma, option théâtre.
La spécialité « Histoire des arts » est inaugurée au niveau de la première L à la rentrée 1993 et au niveau de la seconde à la rentrée 1994. Le lycée Rodin est lycée pilote de cette pédagogie interdisciplinaire, qui s'est maintenue et renforcée au travers de toutes les réformes. Actuellement, il est le seul à enseigner cette spécialité dans le secteur Sud-Est de Paris. Elle est dotée d'effectifs solides et d'une équipe de cinq enseignants dotés de la certification complémentaire à leur discipline d'origine (lettres, histoire, philosophie, cinéma). L'option facultative est proposée de la seconde à la terminale à tous les élèves du bassin, de même que les options cinéma et théâtre.

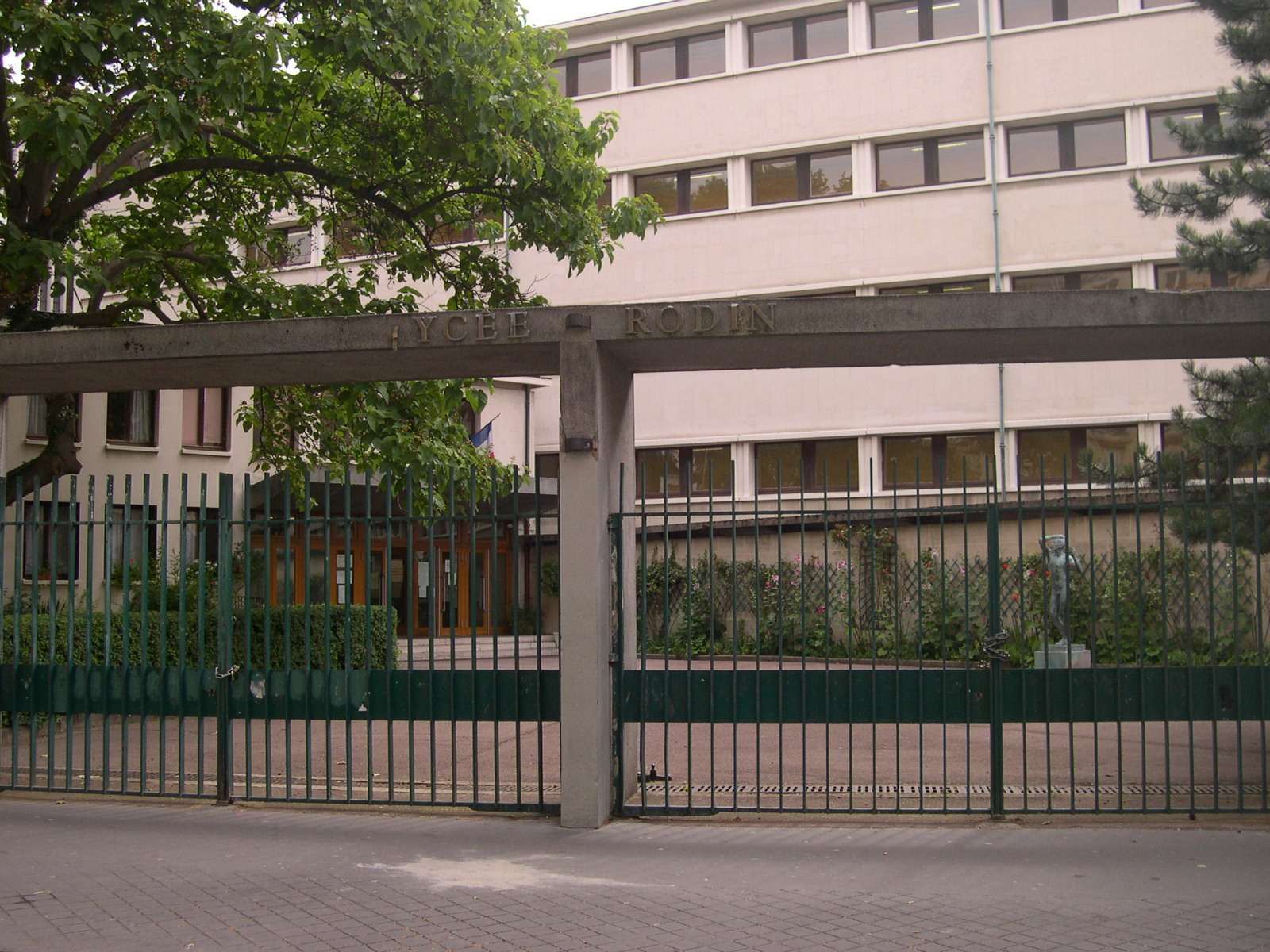
Entrée du lycée Rodin.
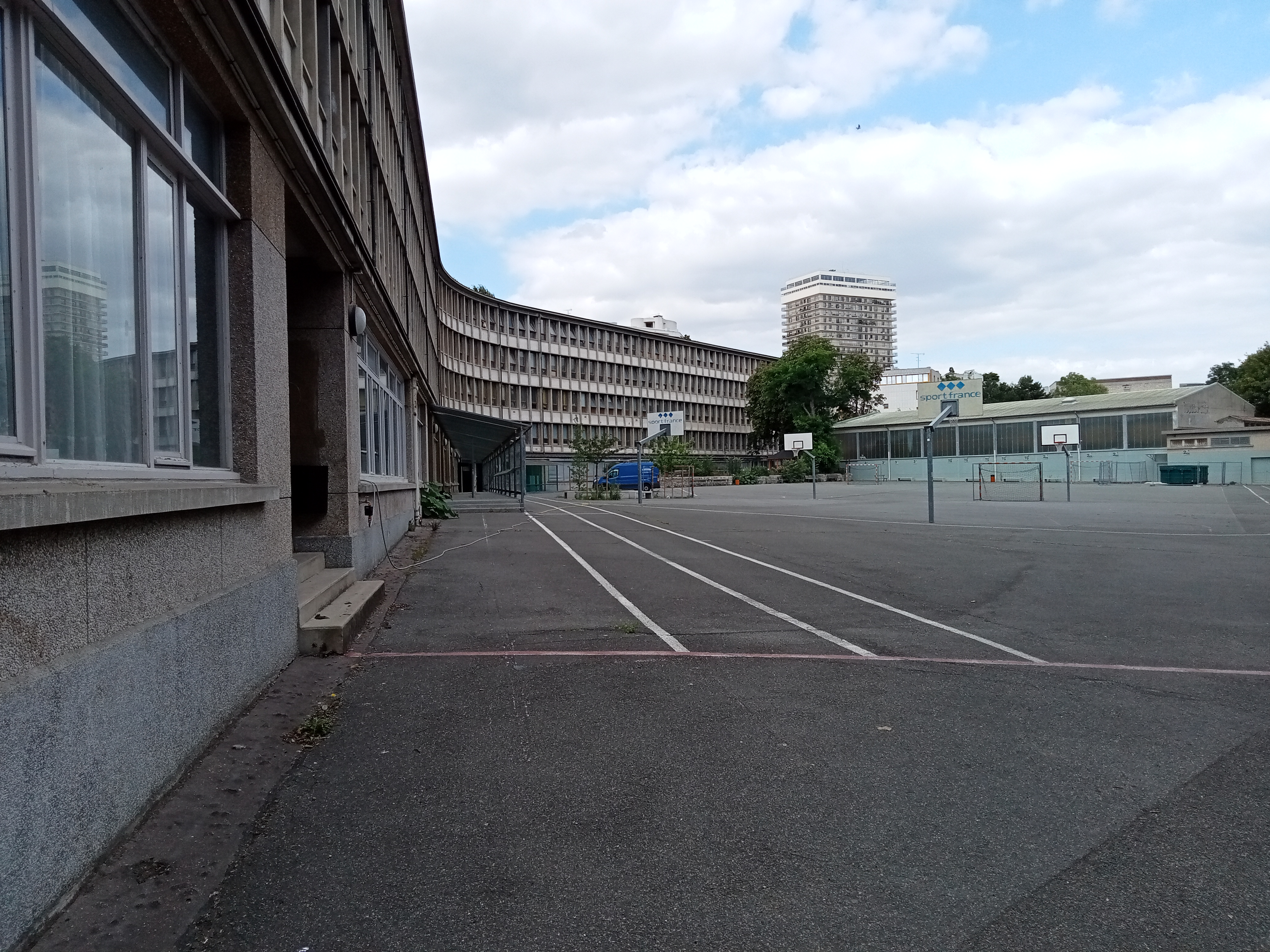
Cour du lycée.
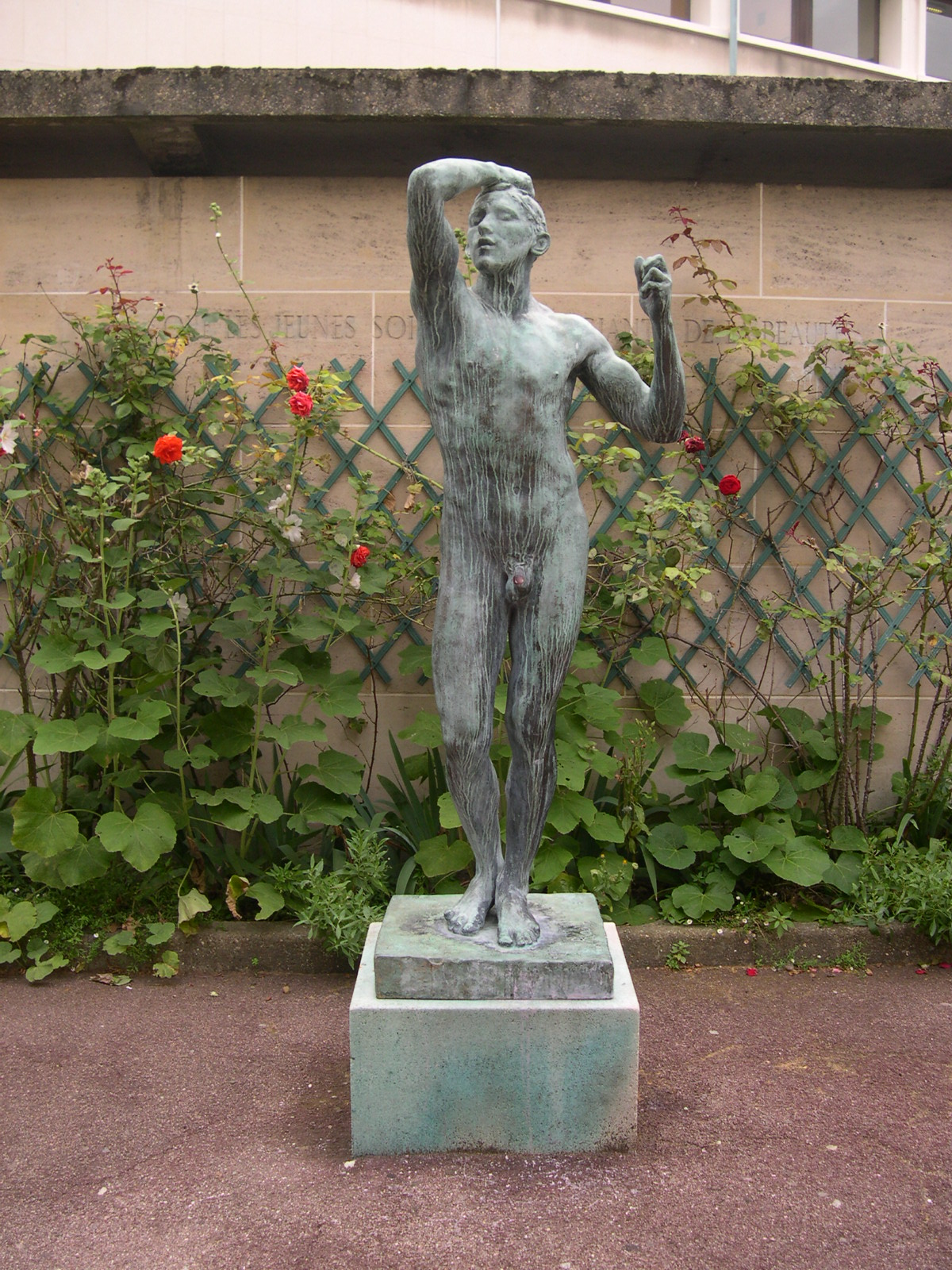
L'Âge d'airain dans la cour d'honneur[6].

## Personnalités liées au lycée

### Élèves
- Jean-Paul Huchon, homme politique, président du conseil régional d'Île-de-France.
- Cédric Klapisch, réalisateur, acteur, producteur et scénariste.
- Philippe Decouflé, danseur et chorégraphe français.
- Emmanuel Demarcy-Mota, acteur, dramaturge et directeur de théâtre.
- Jacno (Denis Quilliard), compositeur et musicien français, fondateur du groupe punk Stinky Toys.
- Romain Duris, acteur français de cinéma.
- Marina Lévy, polytechnicienne, océanographe
- Jean-Michel Frodon, critique et journaliste de cinéma
- Santiago Amigorena, scénariste et écrivain.
- Jérémie Mondon, compositeur et producteur de musique électronique.
- Éric Kristy, romancier et scénariste.
- Nathalie Nell, comédienne.
- Régis Schleicher, membre de l'organisation terroriste Action directe.
- Didier François, journaliste
- Noémie Lvovsky, actrice et réalisatrice.
- Lomepal, rappeur, chanteur et skateur.
- Véronique Colucci
- Sneazzy, rappeur et chanteur.[réf. nécessaire]
- Alpha Wann rappeur.[réf. nécessaire]

### Professeurs
- Jacques Borel, écrivain
- Marc Ferro, historien, y fut professeur d'histoire-géographie[7].
- L'écrivaine Leïla Sebbar y fut professeur de français[réf. nécessaire].
- L'homme politique Robert Chapuis y a été professeur de français[réf. nécessaire] et de grec.
- Le peintre Henri Richelet y fut professeur d'arts plastiques[réf. nécessaire].

## Accès
L'accès au lycée se fait par la ligne 6 aux stations Corvisart ou Glacière. L'entrée réservée aux collégiens se trouve au 41, rue des Cordelières.

## Situation
Le lycée est bâti sur une assise de calcaire grossier très fossilifère, visible au sous-sol. Au cours de sa construction, les ouvriers ont recueilli des spécimens de Cerithium giganteum, fossile caractéristique du Lutétien. Les échantillons sont conservés au laboratoire de sciences naturelles[réf. nécessaire].